# Indywidualne mistrzostwa Norwegii na żużlu
Indywidualne mistrzostwa Norwegii w sporcie żużlowym to rozgrywany corocznie cykl turniejów wyłaniających mistrza Norwegii.
Początki rozgrywania mistrzostw sięgają 1938 roku, kiedy to w turnieju rozgrywanym w Trondheim, zwycięstwo odniósł Ragnar C. Erichsen reprezentujący klub NMK Oslo, wyprzedzając Leiva Samsinga i Haralda Wiika Hansena.
Najbardziej utytułowanym norweskim żużlowcem jest Lars Gunnestad, dziesięciokrotny mistrz kraju w latach 1988, 1990-1993, 1995, 1998-1999 i 2001-2003. Po siedem złotych medali wywalczyli Leif O. "Basse" Hveem (1940, 1947-1949, 1951-1953) oraz Aage Hansen (1956-1961, 1963).  Pięciokrotnie mistrzostwo kraju udało się wywalczyć Reinarowi Eide w latach 1967-1971 i Runemu Soli w latach 2006-2010.  Cztery złote medale na swoim koncie mają Sverre Hartfeld, Rune Holta, Mikke Bjerk i Glenn Moi, natomiast trzykrotnie mistrzostwo kraju udało się zdobyć Audunowi Ove Olsenowi i Arntowi Forlandowi.

## Medaliści
| 4 rundy |
| --- |
| Riska Speedwaybane, Hommersåk Rudskogen Motorsenter, Rakkestad Geiteryggen Speedwaybane, Skien Elgane Motorstadion, Elgane |

| 3 rundy                                                                                |
| -------------------------------------------------------------------------------------- |
| Konnerud Stadion, Drammen Elgane Motorstadion, Elgane Kongsberg Motorsenter, Kongsberg |

| 4 rundy |
| --- |
| Riska Speedwaybane, Hommersåk Elgane Motorstadion, Elgane Kongsberg Motorsenter, Kongsberg Lunner Speedwaybane, Harestua |